# Acrocinini
Acrocinini es el nombre de una tribu de coleópteros crisomeloideos de la familia Cerambycidae.

## Géneros
Los géneros Acrocinus y Macropophora son los únicos géneros de la tribu Acrocinini. Acrocinus estaba incluido en Macropus y posteriormente en Macropophora, hasta que se pudo establecer su monotipia con una sola especie reconocida, de amplia distribución desde el sur de México hasta el Norte de Argentina.